# Sabrina the Teenage Witch (комикс)
«Sabrina the Teenage Witch» (с англ. — «Сабрина — маленькая ведьма») — серия комиксов, издаваемая Archie Comics о приключениях вымышленной американской девочки-подростка по имени Сабрина Спеллман. Сабрина была создана писателем Джорджем Гладиром и художником Дэном Декарло и впервые появилась в комиксе Archie's Mad House (рус. «Сумасшедший дом Арчи») № 22 (обложка датирована октябрём 1962 года). Сюжеты о персонаже в младшем школьном возрасте также появляются под названием «Sabrina — That Cute Little Witch» (рус. «Сабрина — эта милая маленькая ведьма») почти во всех комиксах о Маленьком Арчи.
По сюжету сериала Сабрина — «полуведьма»; её мать — обычный человек или «смертная», как их называют ведьмы, а её отец — колдун. Сабрина живёт с двумя своими тётями, Хильдой и Зельдой Спеллман, которые сами являются ведьмами, в вымышленном городке Гриндейл, расположенном где-то недалеко от Ривердейла, где живёт Арчи Эндрюс. Вместе с ними в качестве домашнего питомца живёт Сэлем Сэберхэген, колдун, превращённый в кота в наказание за попытку обретения мирового господства. Главный романтический интерес Сабрины — её смертный парень Харви Кинкл, который, как и почти все остальные смертные в мире Сабрины, не подозревает, что его девушка — ведьма.
Большинство приключений Сабрины заключаются в том, что Сабрина либо пытается тайно использовать свои силы, чтобы помочь другим — ведьмам обычно не разрешается рассказывать смертным о своих способностях или существовании, либо иметь дело с повседневными сложностями подросткового возраста. В историях Сабрины постоянно повторяется тема о том, что она узнает больше о правильном использовании своих способностей — либо от своих тетушек, либо из путешествий в магическое измерение, которое является домом для различных магических и мифологических существ, включая других ведьм. Этому измерению даются различные названия; в комиксах середины и конца 2000-х годов оно называется «Миром волшебства» (англ. Magic Realm), а в ситкоме — «Другим миром» (англ. Other realm).
Персонажи комикса также появлялись в различных других медиаформатах. Ситком «Сабрина — маленькая ведьма», в котором Сабрина обнаруживает свои способности в возрасте шестнадцати лет, выходил в эфир в течение семи сезонов на каналах ABC и WB. Ранее был выпущен анимационный сериал, созданный Filmation Associates. Другим форматом была серия романов в мягкой обложке (см. список ниже), написанных различными авторами, включая Нэнси Холдер, Дайану Галлахер и Мела Одома, а также мультсериал конца 1990-х — начала 2000-х годов, действие которого происходит в оригинальном продолжении Archie Comics, где Сабрина уже знает о своих способностях, посещая среднюю школу. Её изображают Мелисса Джоан Харт в ситкоме «Сабрина — маленькая ведьма» и Кирнан Шипка в спин-оффе «Ривердейла» «Леденящие душу приключения Сабрины».

## История издания

Выпуск «Archie’s Madhouse» № 22 (октябрь 1962)

Ведьма-подросток Сабрина дебютировала в журнале «Archie’s Madhouse» (рус. «Сумасшедший дом Арчи», журнал иногда называют «Archie’s Mad House») № 22 (октябрь 1962 года). На обложке журнала тогда было написано «Teen-Age» (рус. «Подростковый возраст»). Она была создана писателем Джорджем Гладиром и художником Дэном Декарло. Впервые она появилась в главной истории этого юмористического сборника, а со временем стала одним из главных персонажей Archie Comics, появилась в мультсериале и телевизионном ситкоме. Гладир вспоминал в 2007 году:

«Я думаю, мы оба представляли себе это как одноразовую серию и были удивлены, когда поклонники попросили продолжения. Мы продолжали писать истории о Сабрине в Mad House до 1969 года, когда мы были потрясены известием о том, что она должна стать анимационным [телесериалом]. Когда пришло время дать имя Сабрине, я решил назвать её в честь женщины, которую я помнил по школьным временам… которая была очень активна в школьных делах и поручала нескольким из нас брать интервью у известных людей в СМИ. Кроме того, имя этой женщины было созвучно с Новой Англией. Несколько лет спустя я вспомнил, что женщину звали не Сабрина, а Сабра Холбрук».
Оригинальный текст (англ.)"I think we both envisioned it as a one-shot and were surprised when fans asked for more. We continued to do Sabrina stories off and on in Mad House until 1969 when we were flabbergasted to hear it was to become an animated [TV series]. When it came to naming Sabrina I decided to name her after a woman I recalled from my junior high school days...who was very active in school affairs, and who assigned a number of us to interview prominent people in the media. In addition, the woman's name had a New England ring to it. Some years later I recalled the woman's name was not Sabrina, but actually Sabra Holbrook."
— 
Сабрина регулярно появлялась в комиксе «Archie's TV Laugh-Out». Комикс выходил с 1969 по 1985 годы и состоял из 106 выпусков.
Первый том Sabrina The Teenage Witch выходил с апреля 1971 по январь 1983 года и насчитывал 77 выпусков. Новая серия комиксов «Sabrina» была представлена вскоре после дебюта ситкома 1996 года. Эта серия выходила в период с мая 1997 года по декабрь 1999 года и состояла из 32 выпусков. Новая серия включала в себя элементы ситкома, включая современную одежду и внешний вид тётушек, раскрывала фамилию Сабрины, а также личность и предысторию Сэлема.
В январе 2000 года Archie Comics перезапустил серию комиксов о Сабрине с № 1, на этот раз на основе мультсериала 2000 года (последний выпуск серии 1997—1999 годов был переходным между двумя адаптациями). Новая серия комиксов называлась просто «Sabrina» и состояла из 37 выпусков; выпуск № 38, опубликованный в конце 2002 года, снова стал переходным, поскольку серия была переименована в «Сабрина — маленькая ведьма» (англ. Sabrina The Teenage Witch) и вернулся к традиционной обстановке средней школы. Однако, элементы ситкома (предыстория Сэлема, новые образы Хильды и Зельды) были сохранены, а название родного города Сабрины (Гриндейл) из анимационного сериала «Сабрина» было перенесено в комиксы. Традиционный сеттинг продержался до выпуска № 57, опубликованного в 2004 году, когда комикс претерпел изменения в стиле манга (см. ниже). Эта серия завершилась выпуском № 104 в сентябре 2009 года.
Сабрина также иногда появляется в других комиксах Archie Comics как знакомая Арчи, Бетти Купер, Вероники Лодж и Джагхеда Джонса. В «Jughead» № 200 (май 2010) Сабрина рассказывает Джагхеду, что она ведьма, что используется в последующей истории. Сабрина и Сэлем появляются в выпуске «Archie» № 636 за 2012 год, где Сэлем в качестве сюжетного хода произносит заклинание (против желания Сабрины), которое изменяет пол всех жителей города Ривердейл, при этом персонажи не замечают изменений.

### Спецвыпуски
В выпуске № 28 «Сабрины», а также в спецвыпуске Sonic Super Special Crossover Chaos, был представлен кроссовер с комиксами о Еже Сонике, в котором Ёж Соник был доставлен в Гриндейл из Мобиуса одним из врагов Сабрины, а затем ему «промыли мозги» и заставили напасть на саму Сабрину. В этом выпуске упоминается, что Сэлем — фанат Соника, у него есть все его комиксы, и он смотрит «Приключения ежа Соника».

### Версия в стиле манги
В 2004 году, начиная с выпуска № 58 (во второй серии комиксов «Сабрина — маленькая ведьма»), комиксы перешли в руки Тани дель Рио с её художественным и дизайнерским стилем, вдохновленным мангой. Одновременно с этим комикс перестал быть связан с ситкомом и с анимационным сериалом «Сабрина». Затем были выпущены комиксы с новыми персонажами и немного более серьёзным сюжетом, ориентированным на продолжение. История манги «Сабрина» завершилась на выпуске № 100 в 2009 году, хотя и с несколькими незавершёнными сюжетами.
Выпуски № 58—61 из серии «Manga Makeover» были переизданы под названием Sabrina — The Magic Revisited. Затем, в 2013 году, выпуски № 58—67 были переизданы под названием «Sabrina the Teenage Witch: The Magic Within Book 1» в оттенках серого цвета вместо полноцветного. «Sabrina the Teenage Witch: The Magic Within Book 2», содержащая выпуски № 68—78, также была переиздана в оттенках серого. Книги 3 и 4, содержащие выпуски № 79—89 и № 90—100 соответственно, также были выпущены и, как и первые две, были переизданы в оттенках серого, а не в полном цвете.
Выпуски № 58—100 серии «Manga Makeover» были выпущены в цифровом формате как «Sabrina Manga № 1—43».

### Волшебные сказки юного Сэлема
В 2009 году была опубликована дополнительная мини-серия из четырёх выпусков, в которой рассказывалось о том, как Сэлем был маленьким мальчиком (до его попыток завоевания мира в более позднем возрасте и превращения в кота). Мини-серия была написана Яном Флинном, и иллюстрирована Чадом Томасом. Мини-серия продолжила регулярную серию комиксов о Сабрине, начиная с выпуска № 101, хотя и под другим названием — «The Magical Tales of Young Salem» (рус. «Волшебные сказки юного Сэлема»). Это было сделано для сокращения расходов на газетные киоски. Новая серия частично основана на истории из двух частей, произошедшей в манге «Сабрина» в выпусках № 93 и № 94, которая была воспоминанием о приближении Сэлема к захвату мира. К выпуску № 104 первая мини-серия «The Magical Tales of Young Salem» была завершена, но впоследствии эта серия комиксов была приостановлена по внутренним причинам, и никаких дальнейших историй о юном Сэлеме не возникало.

### Нью-Ривердейл
В 2015 году был представлен «New Riverdale» (рус. «Новый Ривердейл"), перезагрузивший всю оригинальную линейку Archie в пользу реалистичной эстетики, ориентированной на читателей старшего возраста. Сабрина дебютировала в «Нью-Ривердейле» в комиксе Jughead № 9. Она продолжала появляться в выпусках № 10 и № 11. В декабре 2016 года было объявлено, что в марте 2017 года в рамках «пилотного сезона» Archie Comics выйдет один выпуск «Sabrina the Teenage Witch». В случае достаточного интереса со стороны фанатов этот выпуск был бы переведён в полноценную серию. Однако в мае 2017 года стало известно, что пилотный выпуск был отменён, и выпускать его в дальнейшем не планировалось.

### Минисерия«Сабрина — маленькая ведьма»
В ноябре 2018 года Archie Comics объявила о выпуске пятисерийной мини-серии, которая была опубликована весной 2019 года. Новая минисерия «Сабрина — маленькая ведьма» из пяти выпусков написана Келли Томпсон и проиллюстрирована супругами Вероникой и Энди Фиш. Томпсон — восходящая звезда комиксов: она выступила сценаристом для Marvel «Соколиного глаза» и «Мстителей западного побережья». Она также собиралась взять на себя обязанности сценариста серии комиксов «Капитан Марвел», приуроченной к выходу фильма о нём. Фиш — одна из немногих супружеских пар в комиксах, сделали себе имя на серии комиксов «Blackwood» от Dark Horse Comics, под авторством Эвана Доркина.
Серия получила признание критиков, а Thrillist назвал её «одним из лучших комиксов года». Минисерия стала коммерчески успешной, поэтому Archie Comics анонсировала вторую серию, которая была опубликована зимой 2020 года с той же творческой командой.

## Персонажи
Это список и описание персонажей из комиксов «Сабрина — маленькая ведьма». Для получения информации о персонажах из телесериала см. Список персонажей телесериала «Сабрина — маленькая ведьма».

### Главные персонажи
- Сабрина Спеллман[англ.]: главная героиня сериала. В ранних комиксах Сабрина — благонамеренная девушка, которая борется с постоянным давлением со стороны окружающих её ведьм, особенно её тётушек, чтобы быть «плохой», а также учится владеть своими сверхспособностями. В более поздних комиксах (и спин-оффах) другие ведьмы, включая её тётушек, представлены в основном как положительные персонажи, хотя Сабрина всё ещё пытается полностью овладеть своими силами.
- Хильда Спеллман[англ.]: тётя Сабрины. В ранних комиксах Хильда изображалась одетой и ведущей себя в более стереотипной манере ведьмы, включая раздражительность, неприязнь к смертным (особенно к Харви). Она была склонна использовать свои силы для мести или решения мелких споров. Комиксы 1990-х смягчили раздражительное поведение Хильды и модернизировали её одежду и внешность.
- Зельда Спеллман[англ.]: тётя Сабрины. В ранних комиксах Зельда (как и Хильда) также была одета в стереотипную одежду ведьмы, но, в отличие от Хильды, была более сострадательной и доброй. Комиксы 1990-х модернизировали одежду и внешность Зельды. В самых ранних комиксах она должна была найти себе мужа в течение года, иначе потеряла бы свои силы.
- Харви Кинкл: парень Сабрины, смертный, не знающий о том, что Сабрина — ведьма. Харви представлен как милый и верный, но в то же время невезучий, и склонный к несчастным случаям (как и Арчи).
- Сэлем Саберхаген[англ.]: американский короткошёрстный кот семьи Спеллман. Сэлем раньше был колдуном, которого Совет ведьм превратил в кота в наказание за организацию заговора с целью захвата мира. Сэлем умеет говорить и обладает саркастическим и несколько эгоцентричным характером. Имя «Сэлем» относится к процессу на салемскими ведьмами 1692 года. В комиксах, опубликованных до конца 1990-х годов, Сэлем был обычным котом оранжевого цвета, не умеющим говорить. С конца 1990-х Сэлем унаследовал элементы своего аналога в ситкоме, в том числе предысторию о том, что раньше он был колдуном, получил способность говорить, и приобрёл чёрный цвет. С конца 1990-х годов в переизданиях более ранних историй Сабрины в сборниках Archie обычно перекрашивают Сэлема в чёрный цвет.

### Другие постоянные персонажи
- Совет ведьм: Совет могущественных ведьм, осуществляющий надзор за другими ведьмами.
- Энчантра: Королева ведьм и глава Совета ведьм[22]. Большинство её появлений было в мультсериале «Сабрина: секреты маленькой ведьмы[англ.]».
- Делла, главная ведьма Спеллман. Строгая и вспыльчивая авторитетная личность. Делла не одобряет, когда Сабрина использует магию для помощи другим. Делла появляется в основном в ранних комиксах[23]. В комиксах конца 1990-х она появляется в качестве секретаря Энчантры.
- Розалинда: заклятый враг Сабрины в оригинальных историях комиксов «Archie's Mad House[англ.]». Она постоянно ссорилась с Сабриной из-за одних и тех же мальчиков. В более поздних историях их враждебные отношения прекратились. Вместо этого Розалинда изображается в образе ведьмы-подростка и гораздо более дружелюбна с Сабриной[24].

### Кузены Сабрины
- Эмброуз: двоюродный брат Сабрины, колдун. Эстет, в мультсериале Filmation — имел изящный голос и манеры. Эмброуз не появляется ни в одном из более поздних спин-оффов; его роль в комиксах с 1990-х годов в основном заменил Сэлем[25]. Эмброуз вернулся в «Леденящих душу приключениях Сабрины» вместе со своими друзьями-кобрами, Нагом и Нагайной.
- Эсмеральда: младшая двоюродная сестра Сабрины из серии комиксов, тоже ведьма, но с несносным, грубым характером. Её персонаж похож на юную кузину Сабрины Аманду из телесериала (которую играла реальная младшая сестра актрисы Мелиссы Джоан Харт, Эмили Харт[англ.])[26].
- Брюси: юный мистический кузен-проказник из «Сабрины — маленькой ведьмы» № 18 (1974), за которым она должна присматривать.
- Эл : двоюродный брат Сабрины, который одевается как ковбой. Он использует магию, чтобы помочь парню Сабрины Харви играть на музыкальных инструментах в «Сабрине — маленькой ведьме» № 2 (1971).

### Персонажи из комиксов о Грейвстоун-Хайтс
В сюжетной линии 1990-х годов Сабрина и её тети на время переезжают в город Gravestone Heights (рус. Могильные высоты), населённый различными монстрами и существами.
- Ай-да: ученица ривердейлской средней школы с огромным глазным яблоком вместо головы. В конце 1950-х годов она как минимум дважды появлялась в комиксах Archi, обычно как неожиданная визуальная изюминка в конце типичной истории с участием Бетти и Вероники. Однако она стала значимым персонажем много лет спустя в одной из воплощений «Сабрины — маленькой ведьмы». Когда Сабрина и её тети переехали в Грейвстоун-Хайтс, город, населённый ведьмами, призраками и монстрами, Ай-да (которая казалась там не такой уж неуместной), стала одной из лучших подруг Сабрины.
- Френсин: ужасная подруга Сабрины, похожая на Невесту Франкенштейна.
- Клира Гласс: одна из лучших подруг Сабрины в комиксах «Грейвстоун-Хайтс». Клира — девушка-невидимка, за исключением глаз и рта.
- Милтон: вампир, парень Сабрины. В оригинальном списке персонажей «Грейвстоун-Хайтс» Милтон значится как друг Сабрины, который является мумией, «замкнувшейся в себе», а «очень вежливого» вампира (парня Сабрины) зовут Драк. В более поздних комиксах объяснялось, что Милтону пришлось превратиться в мумию, чтобы защититься от солнечного света.
- Мисс Жнец: учительница из Грейвстоун-Хайтс, «чьи тесты смертельно опасны».

### Персонажи из комиксов в стиле манги
- Бэтти Бартоломью: имеет прозвище «Бэтти». Когда ему стёрли память, он сошёл с ума. Один из первоначальных лидеров Четырёх Клинков. Был наставником Сабрины, и помог ей снова стать хорошей после использования тёмной стороны своей палочки. Сабрина восстановила его память. Новые Четыре Клинка объединились со старыми Четырьмя Клинками, как только Сабрина поняла истинные намерения движения Четырёх Клинков.
- Либби Чесслер: чирлидерша, заклятый враг Сабрины. Либби всегда пытается украсть Харви у Сабрины. Либби была представлена в телесериале, и похожа на оригинальную версию Розалинды из серии комиксов. Позже она была включена в комиксы.
- Галиена: Волшебница, Царица Указов (то есть главный исполнитель) Магического Совета. Она была «боссом» Сабрины, когда Сабрина проходила там летнюю практику.
- Лландра да Силва: ещё одна ведьма-подросток и лучший друг Сабрины. Также живёт в мире смертных, но ходит в другую школу. Встречалась, но больше не встречается с Синдзи Ямаги.
- Профессор Луната: женщина-сатир, одна из преподавателей школы очарования.
- Нараян: подросток-русал и нынешний парень ЛЛандры. Способность ходить по суше ему подарила Сабрина. После этого он присоединился к Четырём Клинкам, чтобы быть ближе к Лландре, а также подружился с Сабриной и Синдзи.
- Эми Рейнхардт: Эми — популярная девочка в школе Сабрины, которая часто соперничает с ней в разных формах, но больше всего — за внимание Харви. Эми появлялась в основном в комиксах 1990-х и 2000-х годов, хотя её персонаж похож на Либби из телесериала и Кэти из телефильма 1996 года.
- Гвеневьева Риччи: смертная готка и начинающая ведьма, подруга Сабрины.
- Королева Селес: эльфийская чародейка и королева Магического Совета. После того, как Селес была «спасена» Ноктюрной и Сэлемом, она отправилась в путешествие по волшебному царству с «семьей», но в неё не входил Сэлем. Ноктюрна читала его мысли, полагая, что Сэлем любит её, но поняла, что все его мысли были о войне и разрушении. Она рассказала Сабрине, что на самом деле сделали Четыре Клинка, а также свою историю о том, как она потеряла всю свою магию и почему умирает Древо маны.
- Синдзи Ямаги: подросток—ведьмак, с которым Сабрина познакомилась, посещая школу заклинаний. Он пытается соперничать с Харви за привязанность Сабрины.

## В других медиа

### Анимационные телесериалы

#### «Шоу Сабрины — маленькой ведьмы»(1970)
В 1970 году на канале CBS дебютировал ориентированный на мальчиков супергеройский мультсериал Filmation «Шоу Сабрины — маленькой ведьмы», спин-офф популярной франшизы Арчи Эндрюс. В него вошли короткометражки с двоюродными братьями Сабрины, вдохновлёнными Universal Horror и Groovie Goolies. Мультсериал шёл четыре сезона, а в 1971 году Гули выделились в отдельный сериал.

#### «Сабрина: мультсериал»
В 1999 году Мелисса Джоан Харт озвучила двух тётушек Сабрины в мультсериале Сабрина. Этот сериал длился один сезон, было выпущено 65 серий. В 2002 году был снят мультфильм «Сабрина: друзья навсегда», и в 2003 году появилось продолжение — спин-офф «Тайная жизнь Сабрины». Оба этих мультсериала и мультфильм «Сабрина: друзья навсегда» были созданы компанией DIC Entertainment. В отличие от ситкома, действие сериала DIC происходит по оригинальному канону Archie Comics, поэтому герои живут в Гриндейле.

#### «Сабрина: Секреты маленькой ведьмы»
В 2011 году компания Archie Comics объявила о планах создания нового мультсериала по мотивам «Сабрины — маленькой ведьмы», который должен был выйти в конце 2012 года. В сериале была представлена CGI-анимация, созданная компанией MoonScoop Group, и совершенно новый облик персонажей «Сабрины». The Hub взял этот сериал, и он наконец дебютировал в эфире 12 октября 2013 года.

### Телесериалы

#### «Сабрина — маленькая ведьма»(1996)
В сентябре 1996 года на телевидении появился сериал-ситком «Сабрина — маленькая ведьма». И в ситкоме и в снятом в том же году полнометражном фильме в роли Сабрины снялась Мелисса Джоан Харт. Вымышленный дом Сабрины был перенесён в Вестбридж, штат Массачусетс. Её первоначальная фамилия, Спеллман, была сохранена, а её мать была объявлена смертной. Ситком шёл семь сезонов и включал в себя два телефильма и один релиз саундтрека.

#### «Ривердейл»
23 июля 2016 года на фестивале Comic-Con в Сан-Диего Кей Джей Апа, который был выбран на роль Арчи Эндрюса в подростковой телевизионной драме «Ривердейл», подтвердил, что Сабрина в конечном итоге появится в сериале канала CW. Сабрина первоначально должна была дебютировать в финале первого сезона сериала, но от этого было решено отказаться, так как, по словам шоураннера Роберто Агирре-Сакасы, это отвлекло бы внимание от остальной части сериала.

#### «Леденящие душу приключения Сабрины»
В декабре 2017 года потоковым онлайн-сервисом Netflix была заказана экранизация серии комиксов «Леденящие душу приключения Сабрины». Телевизионная адаптация была выпущена компаниями Warner Bros. Television и Berlanti Productions, с Роберто Агирре-Сакаса, Ли Кригером, Грегом Берланти, Сарой Шехтер и Джоном Голдуотером в качестве исполнительных продюсеров. Первая часть сериала с Кирнан Шипкой в роли Сабрины Спеллман вышла в мировой прокат на Netflix 26 октября 2018 года, а специальный рождественский эпизод был выпущен 14 декабря того же года. Вторая часть вышла 5 апреля 2019 года, третья — 24 января 2020 года, а четвёртая — 31 декабря 2020 года.

### Фильмы

#### «Сабрина — маленькая ведьма (фильм 1996 года)»
В 1996 году комикс был адаптирован в одноимённый телевизионный фильм. В этой версии Сабрина живёт в Ривердейле (вымышленном родном городе персонажей «Арчи»), а не в Гриндейле, как это было в комиксах. Её фамилия — Сойер, а не Спеллман, также говорится, что оба её родителя владели магией.

#### «Сабрина в Риме»
Фильм с Мелиссой Джоан Харт в главной роли рассказывает о путешествии Сабрины и её говорящих питомцев (кота Сэлема и мыши) в Рим, в последнее место пребывания её тети Софии, жившей в XVI веке.

#### «Сабрина под водой»
В третьем фильме «Сабрина» главная героиня пытается спасти русалок от загрязнения окружающей среды, и деятельности человека.